# Madeleine Barot
Pour les articles homonymes, voir Barot.
Madeleine Barot (4 juillet 1909 à Châteauroux - 28 décembre 1995 à Paris 14e) est une historienne française, secrétaire générale de la Cimade en 1940-1947 et directrice d'un département du Conseil œcuménique des Églises en 1953-1973. Elle est engagée dans le protestantisme, l'œcuménisme et la défense des droits de l'homme.

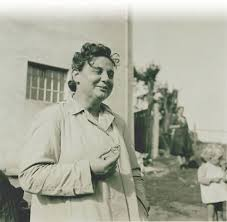
Madeleine Barot, archiviste-bibliothécaire et résistante

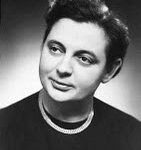

## Biographie
Madeleine Barot est la fille d'Alexandre Auguste Barot, normalien, professeur de lettres classiques à Clermont-Ferrand, et de Madeleine Kuss.
Elle fait ses études secondaires aux lycées de Clermont-Ferrand et de Versailles, et elle poursuit ses études à la Sorbonne de 1927 à 1934, où elle obtient une licence d'histoire, un diplôme d’études supérieures d’histoire, et un diplôme d'archiviste-bibliothécaire. Elle milite au sein d'associations de jeunesses protestantes, la Fédération française des associations chrétiennes d'étudiants (fondée en 1895). En juillet-août 1939, elle préside l’une des commissions de la Conférence mondiale de la jeunesse chrétienne d’Amsterdam, organisé par Willem Visser 't Hooft, (réunissant, au niveau mondial, l’ensemble des mouvements de jeunesse d’obédience protestante) participant ainsi au brassage d’idée d’avant-guerre  et à la construction d’un esprit de résistance, inspiré par les travaux du pasteur suisse Karl Barth. Elle fut en 1934 stagiaire à la Bibliothèque nationale, puis bibliothécaire à l’École française de Rome de 1935 à juin 1940. Là-bas, elle travaille sur le catalogue. C’est à elle que l’on doit le passage aux fiches tapuscrites, qui sont plus lisibles que leur pendant manuscrit. Madeleine Barot était également la première bibliothécaire à pouvoir admettre un lecteur dans la bibliothèque. 
Elle est rapatriée en France en 1940, puis est nommée le 15 août 1940 secrétaire générale de la Cimade, au cours d’une réunion des responsables des mouvements protestants de jeunesse. Elle succède à Georgette Siegrist à ce poste, qu'elle occupe jusqu’en 1956. Elle est l’initiatrice de l’entrée de la Cimade dans les camps d'internements.
De 1953 à sa retraite en 1973, Madeleine Barot est directrice du département « L'homme et la femme dans l'Église et la société » au sein du Conseil œcuménique des Églises, où elle réalise un travail important pour la reconnaissance de la place des femmes dans l'Église.
Elle est élue dans plusieurs commissions, notamment  à la commission « Participation des Églises au développement », à la Fédération protestante de France, à l'Action des chrétiens pour l'abolition de la torture et à la Conférence des religions pour la paix.
En 1988, elle obtient la reconnaissance de Juste parmi les nations décerné par le mémorial de Yad Vashem, pour sa contribution au sauvetage de Juifs durant la Seconde Guerre mondiale.

## Publications
- Coopération entre hommes et femmes dans l'Église, la famille, la société, Conseil œcuménique des Églises, Genève, 1964
- (sous la direction de), Itinéraires socialistes chrétiens : jalons sur le christianisme social hier et aujourd’hui : 1882-1982, Genève, Labor et Fides, 1983